# Пойнт-Бланк (Техас)
Пойнт-Бланк (англ. Point Blank) — місто (англ. city) в США, в окрузі Сан-Джесінто штату Техас. Населення — 643 особи (2020).

## Географія
Пойнт-Бланк розташований за координатами 30°44′54″ пн. ш. 95°12′49″ зх. д. / 30.74833° пн. ш. 95.21361° зх. д. (30.748219, -95.213723).  За даними Бюро перепису населення США в 2010 році місто мало площу 5,40 км², з яких 5,24 км² — суходіл та 0,16 км² — водойми.

## Демографія
Згідно з переписом 2010 року, у місті мешкало 688 осіб у 318 домогосподарствах у складі 214 родин. Густота населення становила 128 осіб/км².  Було 445 помешкань (82/км²).
Расовий склад населення:
| - 84,0 % — білих - 12,9 % — чорних або афроамериканців - 1,2 % — корінних американців |

До двох чи більше рас належало 1,7 %. Частка іспаномовних становила 3,5 % від усіх жителів.
За віковим діапазоном населення розподілялося таким чином: 15,1 % — особи молодші 18 років, 51,2 % — особи у віці 18—64 років, 33,7 % — особи у віці 65 років та старші. Медіана віку мешканця становила 55,9 року. На 100 осіб жіночої статі у місті припадало 97,1 чоловіків;  на 100 жінок у віці від 18 років та старших — 94,7 чоловіків також старших 18 років.
Середній дохід на одне домашнє господарство  становив 52 061 долар США (медіана — 49 375), а середній дохід на одну сім'ю — 54 546 доларів (медіана — 52 891). За межею бідності перебувало 28,7 % осіб, у тому числі 61,8 % дітей у віці до 18 років та 2,7 % осіб у віці 65 років та старших.
Цивільне працевлаштоване населення становило 333 особи. Основні галузі зайнятості: роздрібна торгівля — 16,5 %, транспорт — 14,4 %, виробництво — 12,3 %.